# Alexis Lefrançois
Alexis Lefrançois (sous le pseudonyme de Ivan Steenhout), né en 1943 en Belgique, est un écrivain et traducteur québécois,.

## Biographie
Alexis Lefrançois enseigne en techniques audiovisuelles à l'Université de Dakar au Sénégal de 1971 à 1973 où il assiste également la direction du Centre d’études des sciences et techniques de l’information et de la communication de 1981 à 1986. De plus, il est chargé de cours à l'Université Laval, notamment en traduction littéraire.
Lefrançois est aussi journaliste-pigiste. De 1994 à 1996, il est rédacteur en chef de la revue Astronomie-Québec Il dirige également la collection « Garamond » aux Éditions du Roseau ainsi que la collection Miroirs » aux Éditions de la Pleine Lune.
En poésie, il fait paraître plusieurs titres dont Rémanences (Éditions du Noroît, 1977), Comme tournant la page (Éditions du Noroît, 1984), L'oeuf à la noix : poèmes et petites choses (Éditions Nota bene, 2006), Pages tombées d'un livre (Le Lézard amoureux, 2006), Je vous rejoindrai au terminus vide (Pleine lune, 2011) ainsi que Chemins brisés : historiettes et petites choses (Pleine lune, 2014),,,,.
En tant que traducteur, il travaille pour diverses maisons d'édition québécoise et françaises sous le sous le pseudonyme de Ivan Steenhout. Il est récipiendaire du Prix de traduction du Conseil des Arts du Canada (1980, 1981) en plus de recevoir une mention spéciale du jury du Prix du Gouverneur général (1986).
Finaliste du Prix du Gouverneur général, dans la catégorie traduction francophone (1987, 1997 et 1998) ainsi qu'au Prix de poésie Alain-Grandbois (2011), il est récipiendaire du Prix du Gouverneur général, catégorie traduction francophone (1987, 2004).
Alexis Lefrançois est membre de l'Union des écrivaines et des écrivains québécois.

## Œuvres

### Poésie
- Calcaires, avec 14 dessins de Miljenko Horvat, Montréal, Éditions du Noroît, 1971, 69 p.
- 36 petites choses pour la 51, Montréal, Éditions du Noroît, 1971, 61 p.
- La Belle été, suivi de, La tête, avec 9 dessins d'Anne-Marie Decelles, Montréal, Éditions du Noroît, 1977, 129 p. (ISBN 0885240219)
- Rémanences, Montréal, Éditions du Noroît, 1977, 85p p. (ISBN 0885240189)
- Comme tournant la page, Montréal, Éditions du Noroît, 1984, 2 vol. (ISBN 2890181006 et 2890181014)
- L'abécédaire des robots, personnages de Jacques Thisdel, textes de Alexis Lefrançois, photographies de Claire Dufour, Saint-Lambert, Les Heures bleues, 1999, 59 p. (ISBN 2-922265-11-0)
- L'oeuf à la noix : poèmes et petites choses, avec une préface de Thierry Bissonnette, Montréal, Éditions Nota bene, 2006, 352 p. (ISBN 2-89518-253-1)
- Pages tombées d'un livre, Montréal, Le Lézard amoureux, 2006, 74 p. (ISBN 2-923398-05-X)
- Idéogrammes blancs, accompagné de dessins de Marcel Jean, Lachine, Pleine lune, 2009, 117 p. (ISBN 978-2-89024-191-6 et 9782890241916)
- Je vous rejoindrai au terminus vide, accompagné de huit dessins et estampes de Denis Saint-Pierre, Montréal, Pleine lune, 2011, 114 p. (ISBN 978-289024-212-8)
- Chemins brisés : historiettes et petites choses, accompagnée de six dessins de Diane Létourneau, Lachine, Pleine lune, 2014, 104 p. (ISBN 9782890244139)

### Littérature jeunesse
- Eglantine et Mélancolie : un conte, illustré par Christine Bassery, Paris, Grasset, 1979, 24 p. (ISBN 2246007658)

### Traduction
- La Couleur du sang, de Brian Moore, Montréal, Éditions du Roseau, 1987, 206 p. (ISBN 2920083325)
- L'Homme qui se croyait aimé ou La vie secrète d'un premier ministre, de Heather Robertson, traduit en collaboration avec Christiane Teasdale, Montréal, Boréal, 1987, 475 p. (ISBN 2890522164)
- Sorcières de mai : texte sur les choses les plus importantes de la vie, de Josef Skvorecký, traduit en collaboration avec Natacha Reimanová Frappart, Montréal, Du Roseau, 1991, 293 p. (ISBN 2920083570)
- Les frères Baal unis par le gros orteil, de Bill Gaston, Montréal, Du Roseau, 1992, 307 p. (ISBN 2920083597)
- Onyx John, de Trevor Ferguson, Lachine, Éditions de la Pleine lune, 1997, 423 p. (ISBN 2-89024-113-0)
- Train d'enfer, de Trevor Ferguson, Lachine, Éditions de la Pleine lune, 1998, 300 p. (ISBN 2-89024-121-1)
- La ligne de feu, de Trevor Ferguson, Éditions de la Pleine lune, 1998, 302 p. (ISBN 2890241262 et 9782890241268)
- Star Trek voyageur : Ragnarok, de Nathan Archer, Varennes, AdA, 1999, 267 p. (ISBN 2-921892-66-9)
- Le kinkajou, de Trevor Ferguson, Lachine, Éditions de la Pleine lune, 2000, 435 p. (ISBN 2-89024-138-6)
- Bye-bye, bébé, de Elyse Gasco, Québec, L'Instant même, 2001, 205 p. (ISBN 2-89502-143-0)
- Captif, de roses enchainé, de Jeffrey Moore, Lachine, Éditions de la Pleine lune, 2001, 468 p.
- L'échelle de Jacob, de Joel Yanofsky, Lachine, Éditions de la Pleine lune, 2001, 241 p. (ISBN 2-89024-139-4)
- La malédiction Henderson, de David Adams Richards, Lachine, Éditions de la Pleine lune, 2003, 525 p. (ISBN 2-89024-154-8)
- La rose morte, de T.F. Rigelhof, Lachine, Éditions de la Pleine lune, 2003, 291 p. (ISBN 9782890241565)
- Les Indes accidentelles, de Robert Finley, Lachine, Éditions de la Pleine lune, 2004, 124 p. (ISBN 2-89024-161-0)
- Le cameraman de Bill Gaston, Lachine, Éditions de la Pleine lune, 2006, 500 p. (ISBN 978-2-89024-172-5)
- Mont Désirs, de Bill Gaston, Lachine, Éditions de la Pleine lune, 2007, 256 p. (ISBN 978-2-89024-176-3)
- La danse de Çiva, de Bill Gaston, Lachine, Éditions de la Pleine lune, 2007, 310 p. (ISBN 978-2-89024-181-7)
- Sointula, de Bill Gaston, Lachine, Éditions de la Pleine lune, 2009, 501 p. (ISBN 9782890241954)
- Sous l'aile du corbeau, de Trevor Ferguson, Lachine, Éditions de la Pleine lune, 2010, 316 p. (ISBN 978-2-89024-203-6)
- Enquête dans la réserve, de David Adams Richards, Lachine, Éditions de la Pleine lune, 2013, 362 p. (ISBN 9782890242227)
- Un été à Provincetown, de Caroline Vu, Lachine, Éditions de la Pleine lune, 2016, 182 p. (ISBN 9782890244658)
- Palawan, de Caroline Vu, Lachine, Éditions de la Pleine lune, 2017, 355 p. (ISBN 9782890244801)
- Sabordages, de Bill Gaston, Éditions de la Pleine lune, 2017, 253 p. (ISBN 9782890245396)

## Prix et honneurs
- 1980 - Récipiendaire : Prix de traduction du Conseil des Arts du Canada (pour John A. Macdonald)
- 1981 - Récipiendaire : Prix de traduction du Conseil des Arts du Canada (pour Construire sa maison en bois rustique)
- 1987 - Finaliste : Prix du Gouverneur général, catégorie traduction francophone (pour La Couleur du sang)
- 1987 - Récipiendaire : Prix du Gouverneur général, catégorie traduction francophone (pour L’Homme qui se croyait aimé)
- 1986 - Mention spéciale : Prix du Gouverneur général (pour Robe noire)
- 1997 - Finaliste : Prix du Gouverneur général, catégorie traduction francophone (pour Onyx John)
- 1998 - Finaliste : Prix du Gouverneur général, catégorie traduction francophone (pour Train d’enfer)
- 2004 - Récipiendaire : Prix du Gouverneur général, catégorie traduction francophone (pour Les Indes accidentelles)
- 2006 - Récipiendaire : Prix de poésie Terrasses Saint-Sulpice de la revue Estuaire (pour Pages tombées d'un livre)[7],[8]
- 2011 - Finaliste : Prix de poésie Alain-Grandbois (pour Idéogrammes blancs)[9]